# گلدشت (دشتستان)
گلدشت (دشت‌گور)، روستایی است از توابع بخش شبانکاره در شهرستان دشتستان استان بوشهر ایران.
این روستا در سال ۱۳۸۸ از دشت‌گور به گلدشت تغییر نام یافت.

## جمعیت
این روستا در دهستان شبانکاره قرار داشته و براساس سرشماری سال 1404 جمعیت آن 6499 نفر (470خانوار) می‌باشد.